# Suzanne Dorothy Rutland
Suzanne Dorothy Rutland OAM (* 1946 in Sydney) ist eine australische Historikerin und emeritierte Hochschullehrerin.
Rutland war Associate Professor und Chair of the Department der Hebräischen, Biblischen und Jüdischen Studien der Fakultät der Künste an der University of Sydney. Ihr Fachgebiet ist die Geschichte der australischen Juden. Ihr dazugehöriges Werk: The Edge of Diaspora: Two Centuries of Jewish Settlement in Australia wurde 1988 erstmals veröffentlicht. Ihr Werk The Jews in Australia wurde 2005 von Cambridge University Press herausgegeben. Sie hatte zahlreiche Führungspositionen inne, so auch Präsidentin der Australian Jewish Historical Society. Die 19. jährliche Konferenz der Australischen Vereinigung Jüdischer Studien wurde im Februar 2007 von ihr einberufen und abgehalten.
2008 wurde sie mit der Medaille des Order of Australia ausgezeichnet.

## Forschungsgebiete
- Australisches Judentum
- Der Holocaust und niederländisches Judentum
- Jüdische Erziehung in Australien
- Das Moderne Israel

## Unterricht
- Jüdische Zivilisation, Gedankengut und Kulturen
- Die Australisch-jüdische Erfahrung
- Die Evolution des Judaismus in der Neuen Welt

## Veröffentlichungen (Auswahl)
- Edge of the Diaspora: Two Centuries of Jewish Settlement in Australia, American edition:, New York: Holmes & Meier, 2001, i - xv, 479.
- With One Voice: the History of the New South Wales Jewish Board of Deputies Sydney, Australian Jewish Historical Society, 1998, I-x, 405. (mit Co-Autorin)
- If you will it, it is no dream: The Moriah Story, Sydney: Playright Publishing, 2003.
- Jewish Life Down Under: The Flowering of Australian Jewry, Jerusalem, Institute of the World Jewish Congress, Policy Study No 21, 2001, 39.